# Алберт Сониксен
Алберт Сониксен (на английски: Albert Sonnichsen) е американски журналист, защитник на революционната борба на българите в Македония и Одринско.

## Биография
Алберт Сониксен е роден на 5 май 1878 година в Сан Франциско. На 21 години през 1899 година заминава като участник в американска експедиция за Филипините, където преминава на страната на бунтуващи се местни племена. През 1901 година в Ню Йорк издава първата си книга със спомени от тази авантюра: „Десет месеца пленник във Филипинските острови“.
| “ | [печат на Втори Македоно-Одрински революционен окръг] 326 3 Май 1906 до войводите в Демир-Хисарско, Ресенско, Преспанско и (не се чете, вероятно Охридско) и Костурско Братя, Най-горещо Ви препоръчваме брата Г-н Алберт Сониксен, който се е нагърбил с благородната мисия да обикали нашата многострадална страна и представи положението на Европейския свят така, както си е. Той ни е препорътан от Центр. Комитет и Здграничното Представителство и е исходил вече Воденско и Леринско от където е отнесъл много скъпи спомени. Надяваме се, че ще го посрещнете както подобава и ще му окажете всички съдействия и нужди. С братски поздрав, Окр. Комитет | ” |
|   | |   |

След Илинденско-Преображенското въстание проявява интерес към народоосвободителната борба на ВМОРО в Османската империя. Свързва се с български емигранти в САЩ и като секретар на Македонския комитет в Ню Йорк решава да посети България.
От 1904 до 1906 общува с революционери от ВМОРО, от февруари до ноември 1906 обикаля Македония с български чети като кореспондент на английски и американски вестници. Среща се с войводите Лука Иванов, Апостол Петков, Сава Михайлов, Георги Сугарев, Даме Груев и Христо Чернопеев. Става свидетел на жестокостите извършени от гръцките андартски чети по времето на гръцката въоръжена пропаганда в Македония, а през 1907 година след завръщането си в Америка продължава да защитава каузата на македонските българи. През 1909 година публикува спомените си от престоя в Ениджевардарското езеро и Битоля в книгата „Изповедта на един македонски четник“.
През 1911 година, когато Алберт Сониксен е вече представител на ВМОРО в САЩ, заедно с Ичко Димитров прави неуспешен опит да вкара картечници във вътрешността на Македония. След края на Първата световна война Алберт Сониксон е поканен от правителството на САЩ да състави доклад за положението на Македония в народностно отношение, който да послужи за осветление на американската делегация. В него той се обявява против гръцките и сръбски домогвания в Македония, населена според Сониксен, предимно с българи. След войната продължава да се интересува от съдбата на българите там. Става един от ръководителите на кооперативното движение в САЩ. Създава кооперативна ферма в Уилимантик, Кънектикът.
Алберт Сониксен умира на 15 август 1931 година.

### Книги
- Ten Months a Captive Among Filipinos (1901)
- Deep Sea Vagabonds (1903)
- Confessions of a Macedonian Bandit (1909) / Изповедта на един македонски четник – на български и на македонски литературен език
- Consumer's Cooperation (1919)

### Доклад за американското правителство в края на Първата световна война (1918)
- “The Case for a Free Macedonia”
- “The Case for an Independent Macedonia”
- Appendix I. “The Role of the Greek Clergy in Macedonia”

### Дописки от България и Македония за Ню Йорк Ивнинг Поуст (1904 - 1907)
- The Secret Republic of Macedonia (Kustendil).  (Evening Post, 12 November 1904)
- A Day and Night in Kustendil (Kustendil).  (Evening Post, 7 January 1905)
- The Bulgar and the Filipino (Kustendil).  (Evening Post, 1 April 1905)
- The Day of the Forty Martyrs (Kustendil).  (Evening Post, 15 April 1905)
- Life in the Kustendil Ghetto (Kustendil).  (Evening Post, 17 June 1905)
- On Foot in Bulgaria (Samakov).  (Evening Post, 15 July 1905)
- Across the Servian Frontier (Kustendil).  (Evening Post, 9 September 1905)
- Joining the Bulgar Comitajis (On the lake of the two republics, Macedonia).  (Evening Post, 7 April 1906)
- Dead Spies and Village Cinders (On the lake of the two republics, Macedonia).  (Evening Post, 14 April 1906)
- Camp Life with Luka’s Comitajis (On the lake of the two republics, Macedonia).  (Evening Post, 2 June 1906)
- Among the Turks in Disguise (Monastir, Macedonia).  (Evening Post, 9 June 1906)
- How the Turks Wiped out a Cheta (Monastir vilayet).  (Evening Post, 20 October 1906)
- The "Underworld" of a Revolution (Sofia).  (Evening Post, 12 January 1907)
- Socialism’s Grip upon Bulgaria (Sofia).  (Evening Post, 23 February 1907)